# Rejon zakamieński
Rejon zakamieński (ros. Закаменский район; bur. Захааминай аймаг) – rejon w azjatyckiej części Rosji, wchodzący w skład Republiki Buriacji. Stolicą rejonu jest miasto Zakamiensk (populacja miasta stanowi 40,5% mieszkańców rejonu). Rejon został utworzony w 1927 roku.

## Położenie
Rejon zajmuje powierzchnię 15 320 km². Położony jest w południowej części Republiki Buriacji w górach Chamar-Daban. Przez ten rejon przebiega droga P440.

## Ludność
Rejon zamieszkany był w 1989 roku przez 34 533 osób, w 2002 roku przez 29 692 osób, a w 2010 roku jego zaludnienie spadło do  28 499 osób. Średnia gęstość zaludnienia w rejonie wynosi 2 os./km².